# Port-à-Piment (ort)
Port-à-Piment är en ort i Haiti.   Den ligger i departementet Sud, i den västra delen av landet, 190 km väster om huvudstaden Port-au-Prince. Port-à-Piment ligger 12 meter över havet och antalet invånare är 3 819.
Terrängen runt Port-à-Piment är varierad. Havet är nära Port-à-Piment åt sydväst.  Närmaste större samhälle är Les Anglais, 14,3 km väster om Port-à-Piment. 